# Geü
Pour les articles homonymes, voir Geü.
Ne doit pas être confondu avec Geü (Luy de Béarn).
Le Geü, Géu ou Jéou est une rivière des Pyrénées-Atlantiques, en France, et un affluent gauche du gave de Pau, dans lequel il se jette à Gouze, entre le Luzoué et le Laà.

## Étymologie
Geü dérive de la racine hydronymique Jel. On lui doit les noms de lieu riverains Jéou à Maslacq et Geüs à Lahourcade.
Le Geü / Jéoû, affluent du Luy de Béarn, est un homonyme.

## Géographie
Le Geü naît au nord-est de Lucq-de-Béarn, puis s'écoule vers le nord.

## Département et communes traversés
Ce ruisseau béarnais (Pyrénées-Atlantiques) naît à Lucq-de-Béarn, longe Mourenx et Lagor par l'ouest et traverse Lahourcade et Maslacq avant de se jeter dans le gave au pied de Gouze.

## Principaux affluents
- (G) ruisseau de Soularau, 6,4 km, à Lagor